# Hivernenca de Sant Sebastià
Hivernenca de Sant Sebastià es un cultivar de higuera de tipo higo común Ficus carica, unífera (con una sola cosecha por temporada, los higos de otoño), con higos de epidermis con color de fondo verde claro, y con sobre color amarillo. Se cultiva en la colección de higueras de Montserrat Pons i Boscana en Llucmajor, Islas Baleares.

## Sinonimia
- “sin sinónimo”,[4][6][7]

## Historia
Actualmente la cultiva en su colección de higueras baleares Montserrat Pons i Boscana, rescatada de un ejemplar o higuera madre silvestre domesticada y ubicada en la colección donde se encuentran las higueras de procedencia silvestre. El esqueje de esta higuera lo proporcionó Sebastià Rullan conseguido en el predio "es Torrent de Biniaraix" en el término de Sóller, donde se la conoce como 'Hivernenca de Sant Sebastià'.
La variedad 'Hivernenca de Sant Sebastià' es originaria de Sóller, desarrollando su vida vegetativa en un ámbito húmedo y frío en el torrente de Biniaraix.

## Características
La higuera 'Hivernenca de Sant Sebastià' es una variedad unífera de tipo higo común. Árbol de vigorosidad mediana y buen desarrollo, copa altiva pero torneada, de ramaje y follaje muy regular, con una notable emisión de rebrotes. Sus hojas son de 3 lóbulos en su mayoría, y menos de 1 lóbulo. Sus hojas con dientes presentes márgenes serrados casi ondulados, con un ángulo peciolar obtuso. 'Hivernenca de Sant Sebastià' tiene poco desprendimiento de higos, con un rendimiento productivo bajo y periodo de cosecha largo. La yema apical cónica de color verde amarillento.
Los frutos de la higuera 'Hivernenca de Sant Sebastià' son higos de un tamaño de longitud x anchura:26 x 28mm, con forma urceolada casi esférica, que presentan unos frutos pequeños, simétricos en la forma, uniformes en las dimensiones, de unos 14,490 gramos en promedio, cuya epidermis es de un grosor grueso, de textura medio áspera, de consistencia muy fuerte, color de fondo verde claro, y con sobre color amarillo. Ostiolo de 1 a 3 mm con escamas pequeñas rosadas. Pedúnculo de 0 a 2 mm cilíndrico verde claro. Grietas ausentes. Costillas poco marcadas. Con un ºBrix (grado de azúcar) de 17 de sabor poco dulce, con color de la pulpa rojo. Con cavidad interna ausente o muy pequeña, con pocos aquenios pequeños. Los frutos maduran con un inicio de maduración de los higos sobre el 2 de octubre a 20 de noviembre. Cosecha con rendimiento productivo bajo, donde gran parte de la cosecha no madura en el árbol, y periodo de cosecha largo tardío.
Se usa en alimentación animal. Difícil abscisión del pedúnculo y con buena facilidad de pelado. Muy resistente a las lluvias, y a la apertura del ostiolo. Bastante susceptibles al desprendimiento.

## Cultivo
'Hivernenca de Sant Sebastià', se utiliza en alimentación animal en el ganado ovino. Se está tratando de recuperar de ejemplares cultivados en la colección de higueras baleares de Montserrat Pons i Boscana en Llucmajor.